# Hopper Penn
Hopper Jack Penn (ur. 6 sierpnia 1993 w Los Angeles) – amerykański aktor.

## Życiorys
Hopper Penn urodził się 6 sierpnia 1993 w Los Angeles w stanie Kalifornia, jako syn pary aktorskiej – Seana Penna i Robin Wright. Ma starszą siostrę również aktorkę Dylan Penn. Dorastał w północnej Kalifornii oraz Los Angeles. W 2021 zagrał wraz z ojcem i siostrą w filmie Dzień flagi, a w 2023 w filmie Devils Peak gdzie wystąpił wraz z matką i Billym Bob Thorntonem.

## Filmografia
| Filmy fabularne | Filmy fabularne                     | Filmy fabularne | Filmy fabularne |
| Rok             | Tytuł                               | Rola            | Reżyser         |
| --------------- | ----------------------------------- | --------------- | --------------- |
| 2016            | Jej twarz (The Last Face)           | Billy Boggs     | Sean Penn       |
| 2017            | Machina wojenna (War Machine)       | Nick Farrenberg | David Michôd    |
| 2018            | Powrót z zaświatów (Between Worlds) | Rick            | Maria Pulera    |
| 2020            | Puppy Love                          | Morgan          | Michael Maxxis  |
| 2021            | Dzień flagi (Flag Day)              | Nick Vogel      | Sean Penn       |
| 2022            | Mgnienia miłości (Sings of Love)    | Frankie         | Clarence Fuller |
| 2023            | Devil's Peak                        | Jacob McNeely   | Ben Young       |